# Theridion melanurum
Theridion melanurum là một loài nhện trong họ Theridiidae. Chúng được Carl Wilhelm Hahn miêu tả năm 1831.